# Ярцов, Борис Иванович
Бори́с Ива́нович Я́рцов (не позднее 1701 — после 1760) — русский администратор XVIII века, юрьевский и свияжский воевода, статский советник.

## Биография
Из дворян, «сын капитана Ивана Григорьевича». Его родной племянник Ф. И. Ярцов, будущий воронежский вице-губернатор, «в 1753-м году поданным в Сенат челобитьем показывал, что он из дворян и предки его служили в военной службе», «деды его двоюродный Григорей, родной Иван Григорьевы дети и отец Иван Иванов сын <старший брат Б. И. Ярцова> природные костромские дворяне, из них Иван Григорьев сын написан по Москве во дворянех», «а из Разрядного архива справкою показано, что в боярских книгах в московских дворянех Иван Григорьев сын в костромском списке 202-го <т.е. 1694> года по дворовому, Григорей Григорьев сын оклад ему поместной семсот двадцать четвертей, денежного тридцать семь рублей, с городовых с невёрстанными Иван Иванов сын Ярцовы написаны».
В 1713 году из недорослей поступил в Ямбургский драгунский полк драгуном; тогда же произведен в унтер-офицеры. В 1725 году переведен в Лейб-Регимент (Кроншлотский драгунский полк, формировавшийся только из дворян, предшественник лейб-гвардии Конного полка), в 1727 году произведен в полковые обозные. В 1728 году переведен в Кавалергардский корпус с производством в поручики; в 1730 г. — капитан.
В 1731 году Кавалергардский корпус был расформирован, Б. И. Ярцов уволен от военной службы. В 1731—1736 г.г. — воевода в Юрьевской провинции, в 1737 г. произведён в коллежские асессоры; в 1738—1742 г. — в Свияжской провинции. «В бытности своей воеводою исправно дела… отправлял и в выборе» около 40000 рублей «доимки труд свой оказал»; «как от св. Синода объявлено, и в призывании к святому крещению… иноверцев всеревностные по христианской должности вспоможения употреблял».
В 1740 году Б. И. Ярцов был назначен в Казанскую, Астраханскую, Нижегородскую и Воронежскую губернии «к переселению некрещеных иноверцев и к защищению от обид новокрещен»; по его словам, «обратил иноверцев обоего пола тысяч до трехсот», 25 июня за усердие награждён чином надворного советника.
В декабре 1748 г. подал прошение об отставке, ссылаясь на то, что «одержим головною болезнию, от которой и глазами мало видит», но получил отказ и двухгодичный отпуск для приведения в порядок дел. В 1752 году «советник Борис Иванов Ярков», 50 лет, с женой Анной Александровой, 49 лет, и дочерьми Анной, 13, Агриппиной, 11,  и Елисаветой, 10 лет, проживал в Москве в приходе Троицкой церкви, что в Троицком, Сретенского сорока.
В 1753 г. Б. И. Ярцов служил в Корчемной канцелярии. В 1760 г. был произведен в статские советники и тогда же за болезнью «отпущен в дом».
Имел около 60 душ крестьян в Шацком (с. Архангельское, Вердеревщина тож), Ниже-Ломовском и Шуйском уездах. 
Год смерти Б. И. Ярцова не выяснен.